# Pez (banda)
Pez es una banda de rock argentina formada en el año 1993 por Ariel Gustavo Sanzo (Ariel Minimal), único integrante original del grupo, acompañado del bajista Gustavo "Fósforo" García y el baterista Franco Salvador (miembros estables desde 1996). Pez ha editado, hasta el momento, diecinueve álbumes de estudio, y es una de las bandas más respetadas de la escena under de Argentina[cita requerida]. En la actualidad, la banda se estructura como un trío, pero han pasado por diferentes etapas con distintos números de miembros.
En 2015 recibieron el Premio Konex como una de las 5 mejores bandas de rock de la última década en la Argentina.

## Historia

### Los inicios

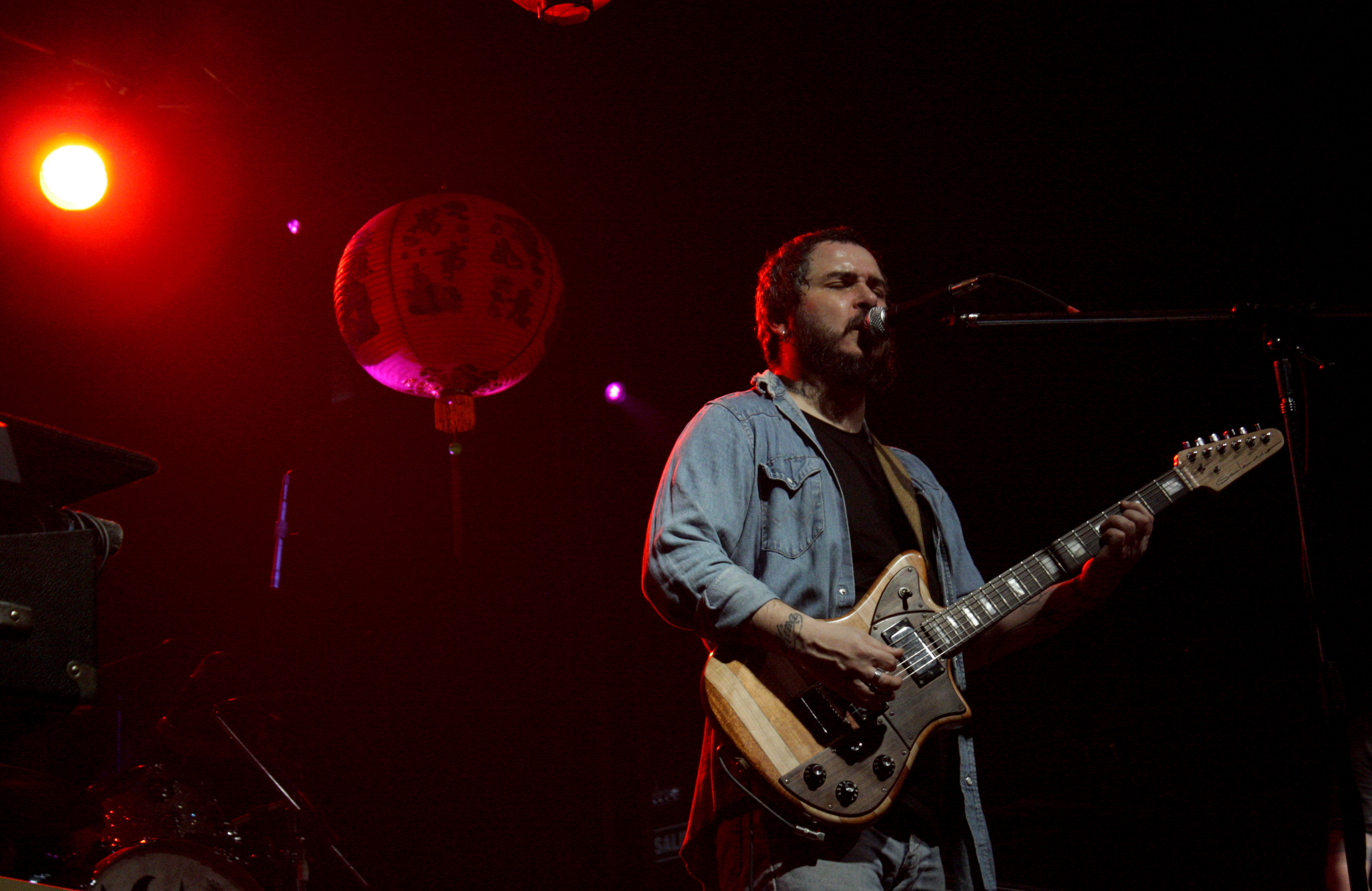
Ariel Minimal: fundador, líder y principal compositor de Pez

Pez se forma en diciembre de 1993 cuando Ariel Minimal, quien había integrado bandas de variada fama y estilo en el under argentino (la más conocida de ellas Martes Menta), se reúne con Alejandro Alez y Pablo Poli Barbieri, quienes lo habían acompañado a finales de los '80 en otro grupo llamado Descontrol. La propuesta es "un trío de rock duro y experimental" que desde los inicios de 1994 protagoniza diversos shows en vivo junto a bandas como Peligrosos Gorriones, Los Brujos, Porco y Massacre. Rápidamente Pez logra reconocimiento a nivel local como un interesante grupo nuevo.

#### Cabeza
El 17 de octubre de 1994, el grupo registra su primer disco de estudio, titulado Cabeza, en los Estudios del Abasto Archivado el 8 de febrero de 2007 en Wayback Machine. con la colaboración de Mariano Manza Esain y Leandro Maciel. El álbum contiene catorce canciones y cuenta con la colaboración del mencionado Esain y de Fósforo García en coros.
Cabeza es editado por el sello independiente Discos Milagrosos, y lanzado en diciembre de ese año (coincidiendo, entonces, con el primer aniversario de la formación del grupo). La primera edición incluía "medio sahumerio sai flora en el lomo" y su imagen de tapa refleja tres prepucios. Todas las canciones llevan letra de Minimal y música de Minimal/Barbieri/Barbieri salvo "Talismán" (letra de Minimal, música de Minimal/Barbieri/Barbieri/Esain) y "Pensar en nada" (original de León Gieco).
Los mejores momentos del disco incluían tres canciones que permanecieron como clásicos del grupo a lo largo de su trayectoria: "Lo que se ve no es lo real", "Introducción declaración adivinanza" y "Rompo tu piel de asno". Después de presentar el disco (el mismo día en que éste es editado) en la Confitería La Ideal, los hermanos Barbieri dejan Pez.

#### Nueva formación yQuemado

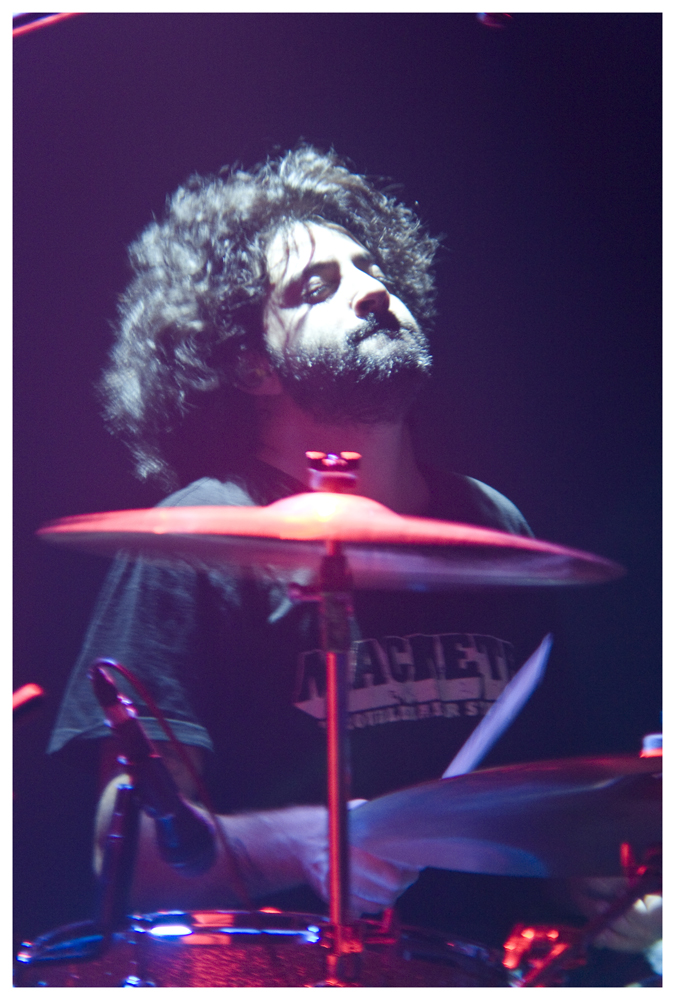
Franco Salvador, baterista y cocompositor de Pez desde fines de 1995

A partir de la salida de los hermanos Barbieri, Pez pasa seis meses prácticamente sin existir, hasta que se suman a la formación dos nuevos integrantes: en un primer momento, Iris Auteri en el bajo y luego Franco Salvador en la batería (este último permanece hasta hoy). Sin embargo, los primeros recitales de la nueva formación de Pez (a mediados de 1995) son con un baterista de improviso, Marcelo Belén, quien se desempeñaba en Los Visitantes.
Luego de la entrada de Salvador tras los parches, el grupo realiza variados recitales con grupos como Los Visitantes, No Demuestra Interés o Carne Gaucha. En diciembre de ese año despiden el año en La Luna, en un recital donde estrenan tres canciones de lo que sería su próximo disco y adelantan otras cinco.
En febrero de 1996 Pez vuelve a ingresar a los Estudios del Abasto para registrar su segunda obra discográfica: Quemado. Se trata de un álbum muy diferente al anterior: contiene 19 canciones de diferentes estilos y con una multitud de invitados que varían desde Palo Pandolfo (vocalista de Los Visitantes) a Gabo Ferro (cantante de Porco). Estos agregan diversos instrumentos y matices al disco, que es recibido excepcionalmente por la crítica especializada y aún hoy es considerado uno de los mejores discos de la década del '90.[cita requerida]
Una vez más el álbum es editado por Discos Milagrosos. La tapa es una reproducción de Quemado, del artista plástico Ralveroni, y sus mejores momentos varían entre una versión del tango "Muralla China" de Astor Piazzolla, el tango experimental "Nubes Toman Formas Tontas" (en la voz de Pandolfo) y otro símbolo de la historia de Pez: "No Mi Corazón Coraza". El disco termina con una breve canción acústica titulada "Pequeño Adelanto De Magia". Magia era un proyecto de disco que, finalmente, no llegaría a concretarse.
Gracias a la salida de Quemado la difusión de Pez en los medios se intensifica, lo mismo que la frecuencia de sus recitales en vivo. Es así que en septiembre de 1996, Ariel Minimal es convocado para formar parte de Los Fabulosos Cadillacs gracias a la gestión compartida de Sergio Rotman (en ese momento cantante de Cienfuegos y saxofonista de los Cadillacs), que había producido una grabación de una de las primeras bandas de Minimal, Los Minimals, y compartía fechas habitualmente con Pez, y Flavio Cianciarulo.

#### Tercera etapa y un disco homónimo
Más allá de la inclusión de Minimal como guitarrista estable en Los Fabulosos Cadillacs, otros dos sucesos determinarían de igual manera la continuación del camino de Pez. Primeramente, el cierre de la oficina de Discos Milagrosos; y también el segundo cambio de formación del grupo: Iris Auteri abandona el trío y es reemplazada por Gustavo Fósforo García, amigo de la banda que había participado en la grabación de sus anteriores discos.
Debido al gran desgaste sufrido por Minimal, el grupo incorpora otro guitarrista ocasional, Gastón Vandam. Esta formación registra una versión del tema de The Clash "I'm Not Down" (del disco London Calling) para el segundo volumen de un tributo a este grupo, llamado Buenos Aires City Rockers y editado por Resiste Discos.
El año 1997 fue uno muy activo para Minimal, pues se sucedió entre la grabación del disco clave de Los Fabulosos Cadillacs, Fabulosos Calavera (ganador de un Grammy), que fuera registrado en las Bahamas, y las constantes giras por América Latina de este grupo. Sin embargo, Pez sigue activo como trío (ya sin Vandam) y presentándose insistentemente en Buenos Aires y, por primera vez, en el interior de la Argentina: su primer destino sería Formosa, y luego el resto del interior aprovechando la gira nacional con la que Los Fabulosos Cadillacs presentaban su flamante álbum.
En marzo de 1998, el grupo comenzaría a presentar nuevas canciones tendientes a integrar un próximo disco.
Junio de 1998 encuentra a Minimal/Salvador/Fósforo ingresando una vez más a los Estudios del Abasto para registrar su tercer disco en cinco años: esta vez uno sin nombre, que se conoció, entonces, como Pez. Una vez más, se ve otra faceta del grupo. Según Minimal, la veta progresiva de su espíritu era cubierta por la complejidad de Los Fabulosos Cadillacs, y por ende el material resultante fue el acercamiento más cabal del trío al punk rock, con apenas un piano (ejecutado por el ingeniero Álvaro Villagra en "Ya nadie lee en estos días") como único instrumento adicional en las quince canciones que componen al disco y momentos memorables de velocidad y urgencia.
Prácticamente todas las canciones llevan la firma de Minimal, exceptuando algunas en las que comparte autoría de la música con sus compañeros de banda. La primera edición de este álbum se da en forma independiente, pues el grupo ya no poseía sello que lo lanzara. El 23 de diciembre de 1998 Pez es presentado en El Observatorio. La recepción de este álbum en la prensa es muy positiva, y se asocia también a la renovada atención de la prensa a Pez por ser Ariel Minimal el guitarrista de Los Fabulosos Cadillacs.
El año 1999 encuentra a Pez actuando en el festival Buenos Aires Vivo para más de 60.000 personas, una vez más como grupo soporte de Los Fabulosos Cadillacs. Sin embargo, tampoco se trata de un año demasiado activo para la banda, pues una vez más Minimal se ve ocupado por la grabación de un nuevo disco de estudio con los Cadillacs, La Marcha Del Golazo Solitario y las subsiguientes giras con este grupo por la debida presentación de ese disco. En diciembre ocurre un cambio importante en la historia de la banda: el trío, harto de la búsqueda infructuosa de compañías con las que grabar su material, funda su propio sello independiente: Azione Artigianale. A partir de ese momento, todo material del grupo será editado mediante este reducto, gestionado completamente por los integrantes de la banda.

#### Frágilinvencible
En enero del 2000 ingresan a los Estudios TNT y, supervisados una vez más por Mariano Esain, registran su obra más afamada hasta el momento: Frágilinvencible. Es indudablemente el material más logrado del grupo hasta el momento, disco donde demuestran más cabalmente la esencia de Pez. Se destacan canciones como "La estética del resentimiento", "Creo que amamos el dolor", "Haciendo real el sueño imposible" o "Campos de inconsciencia" (canción conocida como "Pequeño adelanto de magia" en Quemado).
El disco cuenta con invitados Cadillac como Pablo Puntoriero (saxo), Mario Siperman (teclados) y Gerardo Rotblat (percusión) y fue presentado el 14 de junio de 2000. Junto a él se lanzó una reedición de los dos primeros discos de Pez (Cabeza y Quemado), esta vez mediante Azione Artigianale y en un disco doble especial. La nota de color de Frágilinvencible la da el tema que lo cierra, "Gala", una canción de amor grabada en el balcón de la casa de Minimal en el barrio de Boedo.

### P5Z y nuevos sonidos
La idea que Minimal había esbozado en Frágilinvencible, de un Pez alejado del concepto de trío y más cercano a nuevos sonidos (vientos, teclados), comenzó a cristalizarse en 2000 cuando se incorporan a la formación dos nuevos integrantes: Pablo Puntoriero (quien tocaba con Los Fabulosos Cadillacs y participó como invitado en Frágilinvencible) en saxo y flauta traversa, y Juan Salese en teclados. El "3" del logo cambiaba de repente, mutando en un "5". Presentan esta formación en febrero de 2001. También en ese mes tocan en el festival Cosquín Rock en la provincia de Córdoba, donde son considerados "banda revelación".
Ya en diciembre de 2000 el grupo comenzaba a preparar lo que sería la continuación del exitoso Frágilinvencible, en un formato completamente diferente al de su antecesor.

#### Convivencia sagrada
Por primera vez con la formación multitudinaria Minimal/Salvador/Fósforo/Puntoriero/Salese, Pez ingresaba a los Estudios TNT para darle forma allí a su segundo disco en dos años. De aquellas sesiones supervisadas por Mariano Esain se originaría Convivencia sagrada, velado homenaje de claras intenciones nostálgicas: "Convivencia sagrada" era el nombre de un subsello de EMI dedicado, en la Argentina, a editar a las figuras del rock progresivo de los años '70.
Se trata de un álbum muchísimo más reposado que las anteriores ediciones del grupo, y con claras influencias rioplatenses, como lo demuestran canciones como "El cantor", "Disfraces" o "Rada" (homenaje al músico uruguayo Rubén Rada). En esta ocasión, la composición se ve más repartida y homogénea, y esto da como resultado un disco parejo con momentos calmos y otros netamente eléctricos. Se destacan también el homenaje a Neil Young "Caballo Loco" y la única canción del disco no grabada en los Estudios TNT, la acústica "Mis ideas son murciélagos negros" (registrada en El Loto Azul).
Una vez más, las críticas al disco son sumamente positivas y, con ellas, Pez sigue sumando convocatoria. El disco es presentado en marzo en el Club Del Vino con excelente recepción de público.

#### Paz, amor, libertad, respeto
Tras la edición de Convivencia sagrada, Pez intercala durante todo el 2001 presentaciones en Buenos Aires y el interior del país, en lugares como Córdoba, Rosario y Mar del Plata con el nacimiento de una ideología que los acompañaría hasta hoy, y que hubiesen querido plasmar en un álbum conceptual que no fue editado, finalmente. El concepto se resume en cuatro palabras, que a su vez son cuatro principios vitales: Paz, amor, libertad, respeto. También nace el subsello Azione Pirata, dedicado a editar los shows en vivo del grupo.[cita requerida]
Entretanto, Minimal edita, como parte de Los Fabulosos Cadillacs, lo que sería la última producción discográfica de ese grupo: el disco doble en vivo Hola/Chau, que resume los 15 años de trayectoria de los Cadillacs a modo de inesperado cierre. La banda se separaría en 2002.

#### El sol detrás del sol
En marzo de 2002, y una vez más asistidos por Mariano Esain, ingresan a los estudios TNT y recién en agosto culminan de registrar el material que integraría El Sol Detrás Del Sol. La razón principal es que Minimal tuvo la última gira nacional con Los Fabulosos Cadillacs en medio de las grabaciones. Quizás por ello lo que termina dándose es un álbum con muchas más colaboraciones y más orientado hacia la canción tradicional, calmo y poco rebuscado desde lo instrumental. El ambiente del disco es triste, agreste y con letras poco optimistas.
En este álbum se da una primicia: es el primer disco en el que Minimal cede el micrófono, al pianista Salese para que entone su composición "Cuero" y al baterista Salvador, quien canta "Después de todo somos eso que ya no se puede ver". Otros momentos memorables de este álbum que tuvo como característica experimentaciones instrumentales (Minimal ejecuta el banjo, Fósforo el acordeón, y muchos invitados aportan diferentes tonalidades al material) son "Desde el viento en la montaña hasta la espuma del mar" e "Y cuando ya no quede ni un hombre en este lugar".
El disco es presentado el 19 de octubre de 2002 en La Fábrica, pero en formato trío: Puntoriero y Salese habían abandonado Pez en septiembre. Otra nota de color de El sol... se da en su penúltima canción, "Serena". Ésta, originalmente titulada "Magia", iba a ser la base de aquel disco del mismo nombre que fuera proyectado en 1996.

#### Décimo aniversario
Véase también: Hay lo que hay
Mientras Pez se veía reducido, en el año de su décimo aniversario, al formato trío una vez más, Ariel Minimal trabajaba en un nuevo proyecto paralelo junto a sus amigos Mariano Esain y Florencia Flopa Lestani. El disco se graba en enero de 2003 y tanto el grupo como su material se bautizan Flopa Manza Minimal.
Pez, mientras tanto, toca una vez más en Cosquín Rock, en febrero y como trío. Para fines de ese mes, comienzan a trabajar como cuarteto con la inclusión de Leopoldo Pepo Limeres (viejo compañero de banda de Fósforo) en el piano eléctrico. Esta formación se presenta el 15 de marzo en Hangar (en un festival junto a Vía Varela, Los Natas y Cienfuegos), y luego se oficializa con un show a sala llena en La Trastienda a mediados de julio.
Luego de verse forzados a reeditar Pez, Frágilinvencible y Convivencia sagrada debido a la gran demanda de este material, nuevamente Pez agrega un integrante: se trata del virtuoso de los sintetizadores Ernesto Romeo, conocido por su trabajo con el dúo electrónico Klauss y en la legendaria banda argentina de rock sinfónico Espíritu. El estilo de Romeo cuajaba perfectamente con el de Pez: tanto por su gran equipación de sintetizadores analógicos como por su gusto por intérpretes de rock progresivo como Rick Wakeman de Yes, su aporte sería clave a la nueva sinergia del grupo.
En diciembre de ese año, Pez cumple diez años de existencia. Y lo festeja con la presentación de un documental llamado Hay lo que hay: Y las antenas comunican la paranoia como hormigas, dirigido por Ezequiel Muñoz, que refleja bastante de lo pasado en ese periodo, y un show en La Trastienda por donde desfilan los músicos de sus anteriores formaciones. Una semana más tarde, todo está listo para grabar su nuevo disco.

#### Folklore
Enero de 2004 obliga a Pez a encontrarse con un inconveniente inesperado: con las horas de estudio ya reservadas, el baterista Franco Salvador enferma de mononucleosis. La grabación del disco de Pez se ve postergada, pero Ariel Minimal registra su primer disco solista aprovechando el tiempo libre. El mismo se llamaría Un hombre solo no puede hacer nada y sería editado en febrero de 2004.
Justamente para esa fecha, Pez comienza a registrar su nuevo material, esta vez asistidos por Mauro Taranto. Terminan de grabarlo en abril, y lo denominan Folklore. Se trata de un disco con mucha colaboración compositiva, y con una marcada intención filosófica desde la lírica. La impronta eléctrica y progresiva toma la delantera y el disco se torna reflexivo y elaborado. Son quince canciones, entre ellas "Respeto", que fuera compuesta con otro quinteto y para aquel disco conceptual que nunca fue, la tensa suite "Buda", "Maldición" (canción que fue el primer videoclip de la banda) y "Por siempre".
Esta vez, las críticas al álbum son excepcionales, lo que refleja claramente que Pez ha alcanzado la madurez con éste, su mejor material hasta el momento.

#### Crecimiento
Después de la edición de Folklore, Pez vive un crecimiento de popularidad exponencial, lo que se refleja en sus cada vez más concurridos shows y demanda de viajes hacia las provincias. Algunos hitos de este periodo son sus presentaciones en el Quilmes Rock 2004 y, principalmente, su show acústico en el Centro Cultural San Martín, donde además de exponerse por primera vez al formato "desenchufado", reúnen más de 1000 personas en un verdadero éxito impensado.
En febrero de 2005 vuelven a presentarse en Cosquín Rock. A partir de allí, darán un ciclo de recitales en La Trastienda y el ND//Ateneo. Estos serán registrados con la intención de editar un disco en vivo, octavo de la discografía del grupo. Paralelamente, un grupo de simpatizantes inicia el proyecto Club de Coleccionistas Compulsivos de Pez, que edita de manera íntegramente independiente y gratuita shows en vivo del grupo, siguiendo la senda iniciada por Azione Pirata y que fuera abandonada tiempo después.

#### Para las almas sensibles
Para las almas sensibles es el título del octavo disco de Pez, primero en vivo. Grabado entre 2004 y 2005 registrando shows del quinteto en La Trastienda y el ND//Ateneo, Para las almas... es una colección de 29 canciones diseminadas en dos discos que repasan íntegramente la frondosa discografía del grupo. Apenas hay aquí un estreno, la canción que le da nombre al disco. La otra novedad es "Despierto a un tiempo de luz", canción rescatada por esta etapa de Pez desde el lejano 1998 (fue descartada de la edición de Pez, de ese año).
El grupo suena crudo, visceral pero ajustado. No hay casi ediciones en este disco, salvo una intercalación instrumental en "Buda" (se entremezcla una improvisación con una fase de teclados ejecutada por Romeo) y algunos coros corregidos en el tema que da nombre al disco. Pese a ello, el grupo suena fiel a lo que parece ser su mejor momento, y compone un disco qué va más allá de la recopilación de éxitos o viejas canciones.

### Consolidación y cuarteto
Luego de la edición de Para las almas sensibles, Pez realiza su primera salida al exterior del país para presentarse en la ciudad de Montevideo, Uruguay. La gira por la presentación de su disco los lleva a nuevos rumbos, como San Luis, Salta y Tucumán. Culminan un 2005 de éxito pleno organizando el primer FestiPez en Niceto. Allí convocan a bandas amigas y, ante una localidad repleta, realizan un recital memorable.
A comienzos de 2006, Ernesto Romeo abandona Pez, abocado a su proyecto personal Klauss que lo lleva a tocar en sitios diversos como Nueva York y Europa. Esto ya había obstaculizado la grabación de Folklore, pero esta vez los nuevos compromisos de Romeo con su banda directamente lo obligan a dejar el grupo. Por ende, es Limeres quien pasará a encargarse de los sintetizadores.
Ahora como cuarteto, Pez comienza a presentar nuevas canciones (tendientes a integrar un nuevo larga duración a editarse ese año) en las habituales localidades. Previamente, Minimal edita su segundo disco en solitario, Un día normal en el maravilloso mundo de Ariel Minimal.

#### Hoy
Después de editar dos obras que definieron la carrera del grupo, en julio de 2006 Pez ingresa al estudio, acompañados por Mauro Taranto, con firmes intenciones de editar un nuevo disco que reflejara la renovada faceta de la banda. Canciones estrenadas previamente, como "Bettie al desierto", "La sin nombre" y "El viaje" nos hablaban de un Pez ya no tan enrevesado y progresivo y más orientado al folk-rock y los arreglos poco complejos y más cercanos al formato canción, mostrando una nueva faceta marcada por la felicidad que los invadió por los próximos nacimientos de las hijas de Minimal y Salvador. De hecho, "Al espacio" fue escrita y dedicada por Minimal a su hija recién nacida Mina, mientras que "Tiembla" es la primera canción de Pez compuesta y escrita por Franco Salvador, quien además la canta.
Acompañados por algunos arreglos de cuerdas (novedad en la discografía del grupo) e invitados como Flopa y el joven guitarrista Felipe Barroso de Intoxicados, Pez una vez más logra un trabajo diferente a sus antecesores. El grupo presentó el disco con un recital a sala llena en el ND//Ateneo. Durante el siguiente año Pez continuó presentando los temas del disco Hoy en el interior del país y esporádicamente en Buenos Aires, incluyendo una actuación gratuita para cerca de 60 mil personas en el Planetario Galileo Galilei de la Ciudad de Buenos Aires junto a Cienfuegos y Massacre.

#### Los orfebresySesión De Espiritismo
La banda, en un gran momento, continúa incubando proyectos discográficos. De éstos, el primero en editarse a fines de octubre de 2007 fue el décimo disco de estudio del grupo: Los Orfebres, registrado en los días 28 y 29 de agosto de 2007 en los Estudios ION por Mauro Taranto. Una vez más exhibe la vocación de cambio de Pez: el grupo vuelve a lo eléctrico, a las furiosas distorsiones, con una clara intención de darle a su música un regreso a la fuerza de discos anteriores para diferenciarse del folk de Hoy.
En el disco participó sólo la banda, sin invitados, e incluye un tema de la etapa del disco autotitulado (y que dio nombre al documental del décimo aniversario) que nunca había sido grabada oficialmente: "Hay lo que hay". Con motivo de la salida de su décimo disco, Pez estrenó el 17 de octubre de 2007 nuevo sitio en Internet, dejando atrás el antiguo dominio pezapesta.com.ar.
Durante la grabación del disco y los diferentes recitales del 2008, Pez sacó a la luz su primer DVD, llamado Sesión De Espiritismo. Éste incluye todas las canciones de su álbum Los Orfebres y versiones en vivo de "El fútbol por lo menos les enciende el alma", "Al espacio" y "El cuerpo es un momento". El DVD trae, además, tres temas extra ("Carita de vieja", "Apatía" y "La evaporación del mito") y el videoclip de "Último Acto" hecho por Farsa Producciones.

#### El PorveniryPez (2010)
El decimoprimer disco de Pez fue grabado en vivo, nuevamente en los Estudios ION y a lo largo de dos sesiones -8 de octubre de 2008 y 28 de febrero de 2009- en las que Mauro Taranto volvió a ocuparse de la grabación y mezcla, así como lo hizo en las varias sobregrabaciones registradas por el grupo, en Estudios TNT, en el lapso de tiempo intermedio de aquellos dos días. En este disco Pez recuperó buena parte de la crudeza y contundencia de sus primeros discos, sumando una prolijidad en la ejecución que hace que la velocidad no atente contra la claridad.
Al año siguiente, y continuando con el estilo punk de su último disco, Pez sacó un nuevo disco sin título propio pero conocido como Pez (2010).

#### Volviendo a las cavernas
Este nuevo disco de Pez, según ellos el más pesado de su historia hasta el momento, cambia la estética simplista punk con la cual venía la banda hasta el momento. En noviembre de 2011 la banda lo presentó en un recital de estudio transmitido por internet a través de VivoConectado.com.

### Nuevamente P3Z e ingreso de Juan Ravioli

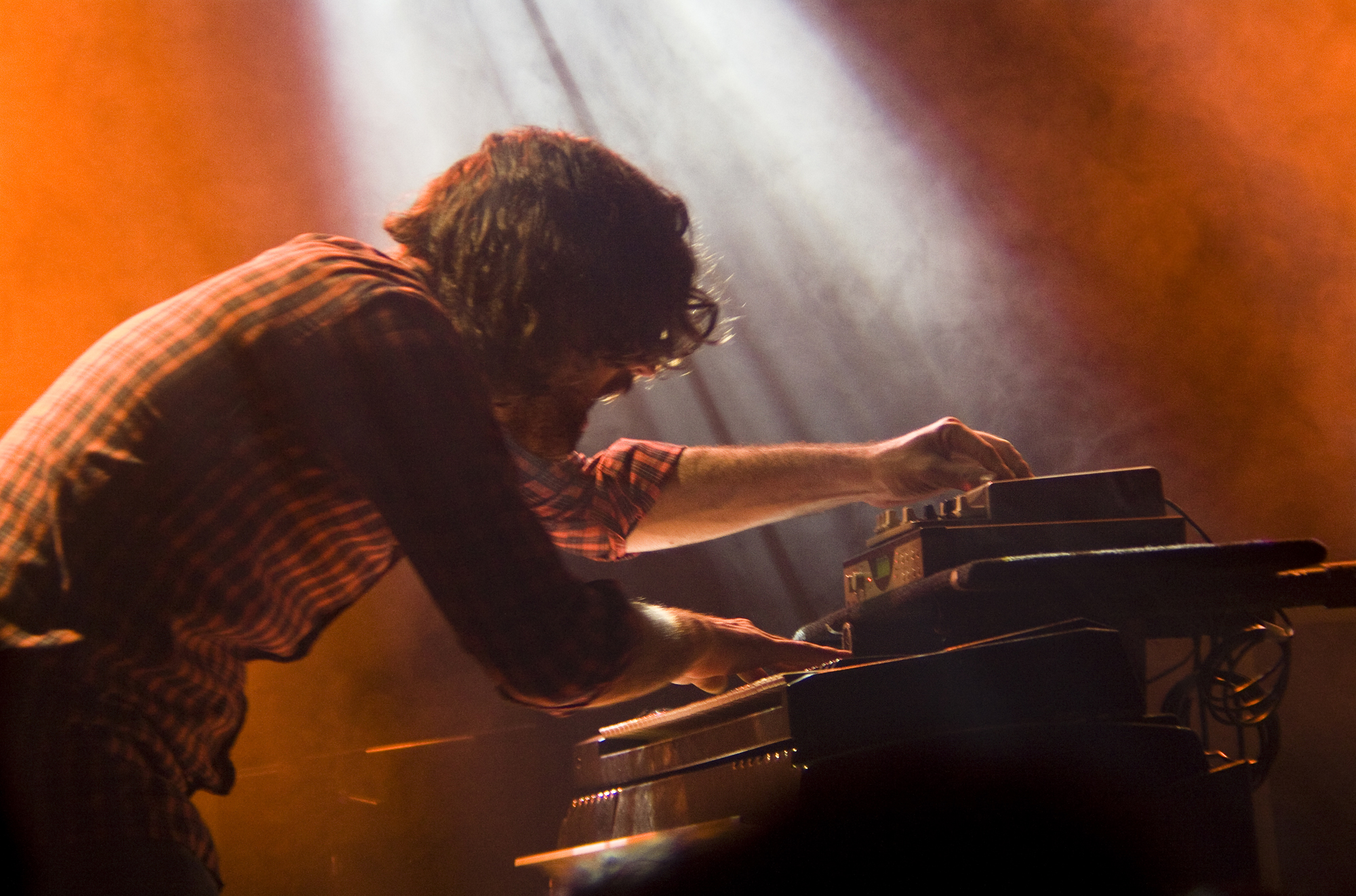
"Pepo" Limeres, tecladista del grupo entre los años 2003 y 2012

En julio de 2012, el tecladista Leopoldo "Pepo" Limeres dejó Pez, volviendo así la banda a su formato inicial, el trío.
El 10 de febrero de 2013 en el FestiPez realizado en la Ciudad Cultural Konex anunciaron su próximo disco, que es puesto a la venta en mayo del corriente año bajo el nombre de Nueva era, viejas mañas (su primer disco en formato trío luego de quince años).

#### 20° Aniversario,PsicodeliciayEl manto eléctrico
Los días 7 y 8 de diciembre de 2013 Pez celebra sus 20 años con dos conciertos. El primero en Ciudad Cultural Konex y el segundo en Niceto Club, ambos con localidades agotadas. En estas presentaciones fueron invitados todos los músicos que habían pasado por Pez desde su creación.
Así se anunciaba:  "20 años de Pez. Como ustedes saben, el tiempo es una trampa. ¿Se pueden atravesar 20 años en una sola noche? ¡Lo intentaremos! 15 discos, 10 músicos y la historia de una banda de rock: ¡Pez!"
Para esas fechas, se pone en venta el DVD Psicodelicia, grabado en vivo el 8 de diciembre de 2012 en el teatro de Flores. El mismo cuenta con 18 canciones del grupo, algunas en versiones diferentes y con extensos solos. También aparece como invitado Pablo Puntoriero, tocando sus vientos en El cantor y Haciendo real el sueño imposible.
En abril de 2014 participan de la primera edición del festival Lollapalooza en Argentina, mientras que en octubre del mismo año sale a la venta el álbum El manto eléctrico. En este álbum, la banda decide que no necesariamente la formación de trío debe realizar canciones pesadas con influencias punk, por esto, las nuevas composiciones acaban teniendo influencias del jazz, el rock psicodélico y el rock progresivo

#### Una noche en el ópera y tour por México

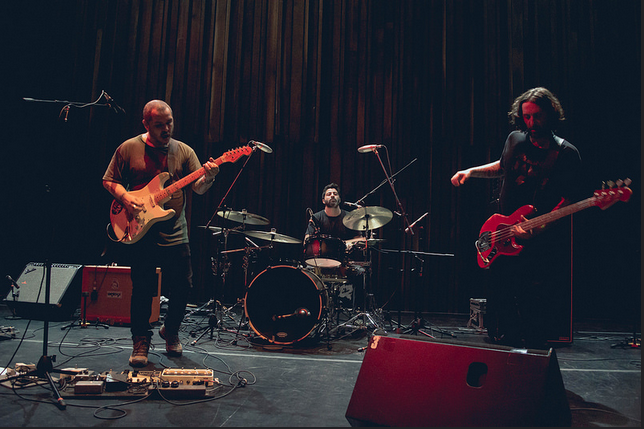
Pez en el Centro Cultural de España en México (2015)

En febrero de 2015 vuelven a presentarse en la decimoquinta edición del festival Cosquín Rock, y en la misma semana, el 21 de febrero, realizan un nuevo FestiPEZ, anunciado por la banda como "El último FestiPEZ" donde participaron las bandas Tulús, Bandera de niebla, Los reyes del falsete, Ararat y Morbo y mambo.
En mayo realizan su primera presentación en el Teatro Ópera, titulada "Una noche en el ópera" (en clara referencia al disco de Queen: A Night at the Opera). A esta presentación son invitados numerosos músicos, entre ellos Juan Ravioli, que desde entonces comenzó a compartir escenario en las presentaciones del grupo hasta convertirse en un miembro oficial de la misma.
A finales de octubre de dicho año, Pez visita México con conciertos en varias ciudades como Guadalajara el día 22, Cuernavaca el 23, Texcoco el 24, y en la capital del país, Distrito Federal, los días 29, 30 y 31 de dicho mes.

#### Rock Nacional(2016)
El 2016 comienza con la presentación de Pez en la segunda edición del Rock en Baradero. Mientras tanto, se anuncia la salida de se más reciente álbum titulado Rock Nacional, que sale a la venta los días 4 y 5 de marzo de dicho año, coincidiendo con su presentación doble en el Teatro Vorterix. En estas presentaciones aparece como invitado Miguel Pagliarulo en percusión. 
Juan Ravioli ingresa a la banda para encargarse de manejar los teclados, las guitarras rítmicas y sumar su voz para los coros oficialmente para un álbum con un sonido más sutil y algunas canciones que sobresalen del nuevo estilo como puede ser "Lo Nuevo", a causa de la vuelta del uso de los sintetizadores luego de tantos años.
En abril se anuncia una nueva fecha en el Teatro Ópera para el día 24 de junio que servirá de presentación de su nuevo material discográfico. Días antes de esta presentación, se realiza una mini-gira por las ciudades de Rosario, Santa Fe y Córdoba los días 9, 10 y 11 de junio respectivamente. Estas 4 presentaciones, incluyendo la del gran teatro de la calle Corrientes, cuentan con el montaje de una doble batería sobre el escenario, pudiendo rotar de canción en canción el músico Miguel Pagliarulo entre la percusión y la segunda batería. Entre los temas interpretados a dos baterías se encuentran, entre otros, Cráneos, Cavernas y De Cómo el Hombre Perdió.

#### Pelea al horror,Rodary denuncias de abuso sexual
En agosto de 2017 sale el álbum Pelea al horror, un álbum que se dirige al sonido del hard rock sin dejar de lado los elementos punk, alejándose un poco del rock progresivo. Al fin del mismo mes sale Rodar, una colaboración con Litto Nebia para marcar 50 años de rock argentino desde la aparición de La balsa.
En abril de 2018 surgen denuncias anónimas de abuso sexual contra 2 integrantes de la banda lo que genera una serie de conflictos. La banda niega las acusaciones, pero suspende los recitales programados y se retira de las redes y de los escenarios por un tiempo. En septiembre de 2018 vuelve a tocar. Las denuncias provocaron una gran pérdida de fanáticos y seguidores que decidieron dejar de seguir la banda. Las reuniones de Pez fueron por un tiempo momentos de charla y reflexión en lugar de horas de ensayo.

#### Banda de covers,Kung Fuy salida de Juan Ravioli
En 2018 se edita el álbum Banda de covers con 9 versiones de temas de rock nacional, desde Charly García hasta Miguel Mateos, por ende, fue un año en el que no presentaron canciones originales más que un adelanto del próximo disco, una canción titulada "Por Amor".
El 19 de diciembre de 2018, en plataformas digitales se estrenó el EP Banda de covers(En vivo), con 6 versiones de temas de rock nacional, bajo el sello discográfico Azione Artigianale y con la colaboración de Daniel Melingo en uno de los temas.
En 2019 sale el álbum Kung Fu, álbum que se destaca por su sonido pop rock y las letras que expresan los problemas que las denuncias por abuso sexual provocaron en la banda, completamente compuesto y escrito por el guitarrista Ariel Sanzo. Hay una reversión de la canción "El Almaherida" de Flopa Manza Minimal cantada por Mimi Maura.
A fines de 2019, se anuncia la salida de Juan Ravioli en las redes sociales de la banda por lo que esta última volvería al formato de trío. Se desconocen los motivos.

### Década del 2020 y pandemia
La banda se ve afectada por la cuarentena en Argentina por la pandemia de COVID-19 en 2020. Aun así se prepara para lanzar la reedición remasterizada en vinilo de Frágilinvencible por sus 20 años de publicación y también prepara sus canciones para un álbum en estudio con fecha para el 2021 del que, para esas fechas, se desconoce el título. Una de las nuevas composiciones son las canciones llamadas "Cuarentena Blus" y "Dave Smalley" compuestas por el guitarrista y publicadas en las redes sociales. 
En 2021, la banda sigue con complicaciones pero vuelve a las presentaciones. Publica la remasterización de Frágilinvencible y otra canción de adelanto para el próximo álbum, titulada "Hasta Que No Lo Perdés No Lo Extrañás". Después de 27 años, a punto de presentarse por primera vez en el importante y famoso Estadio Obras Sanitarias el primero de mayo de 2021 al aire libre, el show se muestra interrumpido por las nuevas restricciones impuestas por el gobierno argentino a causa de la nueva ola de contagios en la pandemia de COVID-19.
Sin embargo, el 23 de mayo la banda publica su vigésimo álbum, titulado Acariciar el fuego, cuyo sonido sigue manteniendo la idea pop punk del trabajo anterior pero en formato de trío.
En febrero de 2023, Pez vuelve al formato de cuarteto, al sumar a Hernán Espejo (Compañero Asma) en guitarra. En septiembre, la banda publica Ion, su vigésimo primer álbum de estudio, integrado por diez canciones de Ariel Sanzo, una de Fósforo García, una de Franco Salvador y una de Hernán Espejo.

## Formaciones
| - Inicial (1993-1995) - Ariel Minimal (voz, guitarras, coros) - Alejandro Alez Barbieri (bajo, coros) - Pablo Poli Barbieri (batería, percusión, coros) - 1995-1996 - Ariel Minimal (voz, guitarras, coros) - Iris Gabriela Auteri (bajo, piano, coros) - Franco Salvador (batería, percusión) - 1996 - Ariel Minimal (voz, guitarra, coros) - Gustavo Fósforo García (bajo) - Franco Salvador (batería, percusión, coros) - Gastón Vandam (guitarra) - 1996-2001 - Ariel Minimal (voz, guitarras, coros) - Gustavo Fósforo García (bajo) - Franco Salvador (batería, percusión, coros) - 2001-2003 - Ariel Minimal (voz, guitarras, coros) - Gustavo Fósforo García (bajo) - Franco Salvador (batería, percusión, coros) - Pablo Puntoriero (saxo barítono, saxo tenor, flauta traversa) - Juan Salese (piano eléctrico, sintetizadores, teclados, voz, coros) | - 2003-2005 - Ariel Minimal (voz, guitarras, coros) - Gustavo Fósforo García (bajo) - Franco Salvador (batería, percusión, coros) - Leopoldo Pepo Limeres (piano eléctrico) - Ernesto Romeo (sintetizadores, teclados) - 2005-2012 - Ariel Minimal (voz, guitarras, coros) - Gustavo Fósforo García (bajo) - Franco Salvador (batería, percusión, coros) - Leopoldo Pepo Limeres (piano eléctrico, órgano y teclados) - 2012-2015 - Ariel Minimal (voz, guitarras, coros) - Gustavo Fósforo García (bajo) - Franco Salvador (batería, percusión, coros) - 2015-2019 - Ariel Minimal (voz, guitarras, coros) - Gustavo Fósforo García (bajo) - Franco Salvador (batería, percusión, coros) - Juan Ravioli (teclados, sintetizadores, guitarras, coros) - 2019-2022 - Ariel Minimal (voz, guitarras, coros) - Gustavo Fósforo García (bajo) - Franco Salvador (batería, percusión, coros) - 2023-actualidad - Ariel Minimal (voz, guitarras, coros) - Hernán Espejo (guitarra, coros) - Gustavo Fósforo García (bajo) - Franco Salvador (batería, percusión, coros) |

## Discografía

### Discos oficiales
| Título                    | Fecha de publicación | Grabación | Discográfica                                                                   |
| ------------------------- | -------------------- | --------- | ------------------------------------------------------------------------------ |
| Cabeza                    | 1994                 | Estudio   | Discos Milagrosos [primera edición] Azione Artigianale [ediciones posteriores] |
| Quemado                   | 1996                 | Estudio   | Discos Milagrosos [primera edición] Azione Artigianale [ediciones posteriores] |
| Pez                       | 1998                 | Estudio   | Azione Artigianale                                                             |
| Frágilinvencible          | 2000                 | Estudio   | Azione Artigianale                                                             |
| Convivencia sagrada       | 2001                 | Estudio   | Azione Artigianale                                                             |
| El sol detrás del sol     | 2002                 | Estudio   | Azione Artigianale                                                             |
| Folklore                  | 2004                 | Estudio   | Azione Artigianale                                                             |
| Para las almas sensibles  | 2005                 | En vivo   | Azione Artigianale                                                             |
| Hoy                       | 2006                 | Estudio   | Azione Artigianale                                                             |
| Los orfebres              | 2007                 | Estudio   | Azione Artigianale                                                             |
| El Porvenir               | 2009                 | Estudio   | Azione Artigianale                                                             |
| Pez                       | 2010                 | Estudio   | Azione Artigianale                                                             |
| ¡Viva Pez!                | 2010                 | En vivo   | Azione Artigianale                                                             |
| Volviendo a las cavernas  | 2011                 | Estudio   | Azione Artigianale                                                             |
| Nueva era, viejas mañas   | 2013                 | Estudio   | Azione Artigianale                                                             |
| El manto eléctrico        | 2014                 | Estudio   | Azione Artigianale                                                             |
| Rock Nacional             | 2016                 | Estudio   | Azione Artigianale                                                             |
| Pelea al horror           | 2017                 | Estudio   | Azione Artigianale                                                             |
| Rodar Nebbia y Pez        | 2017                 | Estudio   | Azione Artigianale y Melopea                                                   |
| Banda de covers           | 2018                 | Estudio   | Azione Artigianale                                                             |
| Banda de covers (en vivo) | 2018                 | En vivo   | Azione Artigianale                                                             |
| Kung Fu                   | 2019                 | Estudio   | Azione Artigianale                                                             |
| Una noche en el ópera     | 2020                 | En vivo   | Azione Artigianale                                                             |
| Acariciar el fuego        | 2021                 | Estudio   | Azione Artigianale                                                             |
| Ion                       | 2023                 | Estudio   | Azione Artigianale                                                             |

### DVDs oficiales
| Título                | Fecha de publicación |
| --------------------- | -------------------- |
| Sesión de espiritismo | 2008                 |
| Psicodelicia          | 2013                 |